# Veselí (Dalečín)
Veselí (německy Wesseli) je malá vesnice, část obce Dalečín v okrese Žďár nad Sázavou. Nachází se asi 2,5 km na východ od Dalečína. V roce 2009 zde bylo evidováno 38 adres. V roce 2001 zde trvale žilo 102 obyvatel.
Veselí leží v katastrálním území Veselí u Dalečína o rozloze 4,11 km2.

## Historie
První písemná zmínka o obci pochází z roku 1367.

## Pamětihodnosti
- Evangelický kostel
- Památník partyzánů na vrchu Na Jedli